# Клинов затвор
Клинов затвор, също клиновиден затвор, (на немски: Keilverschluss) е механизъм в огнестрелното оръжие, който осигурява отварянето и затварянето на канала на ствола чрез постъпателно движение на затвора перпендикулярно на оста на ствола (вертикално или хоризонтално).
Основното преимущество на тази система е независимостта на размерите на затварящия механизъм и цевната кутия от дължината на патрона, което позволява да се конструира по-късо оръжие. Освен това, клиновят затвор позволява да се направи затварящия възел изключително здрав, така че да издържа отката на много мощни патрони. Той се употребява сравнително рядко за стрелково оръжие, но за сметка на това широко се използва в артилерията, примери – автоматичното авиооръдие АМ-23 и голям брой леки полеви оръдия.

## В стрелковото оръжие
Най-известният пример за използването на такъв затвора в стрелковото въоръжение е карабината на Шарпс от времето на Гражданската война в САЩ. В нея се използва затвор, плъзгащ се нагоре-надолу по направляващи вътре в масивната цевна кутия, като движението му се управлява от специална ръчка, съвместена със спусковата скоба. Винтовката на Шарпс се произвежда и до днес като реплики за любителите на стила на „Дивия запад“.
Близък принцип на работа на затварящия механизъм е реализиран в такива системи, като гръцката винтовка Милонас, Шарпс-Борхарт Model 1878, Winchester Model 1885, Browning M78 и Ruger No. 1. Сред съвременното оръжие такъв затвор имат обикновено американските еднозарядни винтовки, направени за мощни патрони, често нестандартни (т. нар. wildcats).
От автоматичното оръжие клинов затвор се използва, например, в голямокалибрената картечница НСВ, американската танкова картечница M73 и опитния съветски автомат Коробов ТКБ-022.
Също така клинов затвор, благодарение на своята простота и компактност, често се използва в строително-монтажните пистолети, такива, като ПЦ-84.

## В артилерията
В началото на XVII век руските майстори създават оръдия със затвори: пищял (оръдие) с подвижен затвор във вид на клин и друг пищял със завъртащ се затвор – праобраз на съвременния бутален затвор. Оръдията със затвори може да бъдат зареждани и пробанвани, без да се застава пред оръдието с гръб към неприятеля.
Пищялът с клинов затвор е забележителен и с друго: той се явява първото в света нарезно оръдие, разчетено за стрелба с продълговати снаряди.
При слабото развитие на техниката от онова време е невъзможно да се освоят тези забележителни изобретения и да се постигне масово производство на нарезни оръдия със затвори. Смелите идеи на руските майстори намират масова практическа употреба едва две с половина столетия по-късно – при производството на стоманените оръдия от А. Круп началото на 1850 г., а от 1864 г. той преминава към производстовото на стоманени казеннозарядни оръдия: 4-фунтовите оръдия имат клинов затвор (затворът се нарича „затвор Круп“), а 6-фунтовите – със затвор система Варендорф. След войната от 1866 година той е заменен със затвора на Круп.
- Пруският клинов затвор С/67 (разрез).
- Принцип на работата на клиновия затвор
- Вертикален клинов затвор на оръдието УСВ в музея в Хямеенлин, крупен план
- Клинов затвор с практически същата конструкция на дивизионното оръдие ЗИС-3.
- Хоризонтален клинов затвор на зенитното оръдие FlaK 37
- Затворът на английското 25 фунтово оръдие-гаубица

Съвременни 152/155-мм гаубици с клинов затвор
- AS-90 (Krab)
- PzH 2000, DONAR
- ATMOS 2000/ATHOS
- K9 Thunder (T-155)
- 2С19; 2А36 „Хиацинт-Б“; 2С5 „Хиацинт-С“
- Nora B-52